# كاثلين ماكليلان
كاثلين ماكليلان (بالإنجليزية: Kathleen McClellan)‏ هي عارضة وممثلة أمريكية، ولدت في 1970 في بلومنجتون في الولايات المتحدة.

## وصلات خارجية
- كاثلين ماكليلان على موقع IMDb (الإنجليزية)
- كاثلين ماكليلان على موقع ألو سيني (الفرنسية)
- كاثلين ماكليلان على موقع أول موفي (الإنجليزية)
- كاثلين ماكليلان على موقع قاعدة بيانات الأفلام السويدية (السويدية)
- كاثلين ماكليلان على موقع قاعدة بيانات الفيلم (الإنجليزية)
- كاثلين ماكليلان على موقع كينوبويسك (الروسية)